# COLORFUL BOX/Animetic Love Letter
《COLORFUL BOX/Animetic Love Letter》（日語：カラフルボックス/アニメティックラブレター）是在2014年11月26日由華納日本娛樂發行的單曲。

## 概要
《COLORFUL BOX/Animetic Love Letter》是P.A.WORKS原創電視動畫《SHIROBAKO》的前半季主題曲，「COLORFUL BOX」是片頭曲、「Animetic Love Letter」是片尾曲
。至於CD封面則是使用動畫《SHIROBAKO》的主要角色為封面人物。
該單曲有初回限定版和通常版兩種版本。初回限定版有收錄無工作人員表版DVD的前半季片頭動畫和前半季片尾動畫。
雜誌《CD Journal》則以「『COLORFUL BOX』說明內容柔和地描寫“工作女子”的姿態作為本作品的主題。而『Animetic Love Letter』說明音樂製作人、吉他手是永巧一卻以輕快的吉他彈奏聲讓人加速對一件事物的熱愛。促使單曲內容明晰兼具優異動聽的旋律。」作為評價。

## 收錄歌曲
CD
1. COLORFUL BOX
作詞：分島花音，作曲：，編曲：千葉"naotyu-"直樹，主唱：石田燿子
2. Animetic Love Letter
作詞、作曲：桃井晴子，編曲：渡邊剛，主唱：宮森葵（木村珠莉）&安原繪麻（佳村遙）&坂木靜香（千菅春香）
3. COLORFUL BOX（Instrumental）
4. Animetic Love Letter（Instrumental）

初回限定DVD
1. 「SHIROBAKO」無工作人員表版本的前半季片頭動畫
2. 「SHIROBAKO」無工作人員表版本的前半季片尾動畫

## 腳註

## 外部連結
- 華納日本娛樂官網的歌曲介紹頁面（页面存档备份，存于） （日語）